# Torneo de Stuttgart 2021
El MercedesCup 2021 fue un torneo de tenis jugado en césped al aire libre, perteneciente al ATP Tour 2021 en la categoría ATP World Tour 250. Fue la 43.ª edición del MercedesCup. Se llevó a cabo en Stuttgart (Alemania) del 8 al 13 de junio de 2021.

## Distribución de puntos
| Modalidad            | Campeón | Finalista | Semifinales | Cuartos de final | 2ª ronda | 1ª ronda | Clasificados | 2ª ronda de clasificación | 1ª ronda de clasificación |
| Individual masculino | 250     | 165       | 100         | 50               | 25       | 0        | 13           | 7                         | 0                         |
| Dobles masculino     | 250     | 150       | 90          | 45               | 20       | 0        | -            | -                         | -                         |

## Cabezas de serie

### Individuales masculino
| Tenista               | Ranking | Preclasificado |
| Denis Shapovalov      | 14      | 1              |
| Hubert Hurkacz        | 20      | 2              |
| Félix Auger-Aliassime | 21      | 3              |
| Álex de Miñaur        | 22      | 4              |
| Nikoloz Basilashvili  | 31      | 5              |
| Ugo Humbert           | 32      | 6              |
| Adrian Mannarino      | 36      | 7              |
| John Millman          | 43      | 8              |

- Ranking del 31 de mayo de 2021.[2]

### Dobles masculino
| Tenista                       | Ranking | Preclasificado |
| Jamie Murray Bruno Soares     | 33      | 1              |
| Jérémy Chardy Fabrice Martin  | 58      | 2              |
| Raven Klaasen Ben McLachlan   | 67      | 3              |
| Marcus Daniell Philipp Oswald | 75      | 4              |

## Campeones

### Individual masculino
Marin Čilić venció a  Félix Auger-Aliassime por 7-6(7-2), 6-3

### Dobles masculino
Marcelo Demoliner /  Santiago González vencieron a  Ariel Behar /  Gonzalo Escobar por 4-6, 6-3, [10-8]